# Вулиця Надпільна (Черкаси)
Вулиця Надпі́льна — вулиця в Черкасах, яка є однією з транзитних артерій в напрямку Канів — Чигирин.

## Розташування
Починається від автошляху Н16, поруч із шляхопроводом, яким даний шлях перетинає залізницю, на півночі міста в мікрорайоні Соснівка. Простягається на південний схід до вулиці Петра Дорошенка. 1967 року було приєднано провулок Ільїна.

## Опис
Вулиця є найдовшою в місті. Спочатку рух по ній був двосторонній, але із збільшенням трафіку вирішено було зробити її односторонньою від вулиці Степана Бандери. Так, по ній транспорт рухається з боку Канева, а по паралельній вулиці Благовісній — навпаки, з боку Чигирина. Вулиця широка, від вулиці Степана Бандери до вулиці Сінної має три смуги для руху транспорту, далі дві.

## Походження назви
Вперше вулиця згадується 1884 року і називалась тоді Надпільна, бо була крайньою і проходила по-під поле. З 1916 року називалась Надпільно-Польова, з 1926 року її було перейменовано на честь Феофана Ільїна, керівника комуністичного батальйону ім. Спартака, який у 1918—1919 роках вів бої проти Армії УНР та військ гетьмана П.Скоропадського. Під час німецької окупації в 1941—1943 роках називалась Гайдамацькою. 22 лютого 2016 року вулиці було повернуто її історичну назву.

## Історія
На початку XX століття вулиця починалась з великого пустиря біля вулиці Лісної, а закінчувалась в кінці сучасної вулиці Кобзарської, де були піщані та глиняні кар'єри. На території сучасного військового містечка містились намети, пізніше бараки для солдатів. На військовому плацу 31 серпня 1910 року відбулось випробування літака братів Касьяненків. До революції в районі сучасної тютюнової фабрики містились тютюнові фабрики підприємців Летичевського та Зарицького, які згоріли під час великої пожежі в 1925 році. На розі з вулицею Остафія Дашковича знаходився винний завод № 17. 1917 року тут було відкрито перше в місті технічне училище. В кінці 1940-х років між сучасними вулицями Святотроїцькою та Байди Вишневецького містився сінний базар з військовою церквою для «нижчих чинів» та глибокий колодязь з джерельною водою. На початку 1950-х років кар'єри в кінці вулиці були засипані і ділянки використовувались під городи. 11 травня 1958 року збудовано Центральний стадіон, а 1967 року перший в області критий басейн. Забудова вулиці продовжилась в 1960-х роках. На початку вулиці була зведена Черкаська сувенірно-подарункова фабрика, на місці старих тютюнових фабрик було збудовано нову, яка називалась тоді «Червоний жовтень». Вона тривалий час була найвищою будівлею в Черкасах. Також було закладено Соборний парк (під назвою Першотравневий), в якому раніше діяли атракціони та сцени для виступів. Поруч із школою № 11 містилась Першотравнева площа, тут були поховані жертви григор'євського заколоту (останки пізніше перенесено на Кривалівський цвинтар). Трохи пізніше були збудовані хлібозавод та спеціальна школа-інтернат № 14 в кінці вулиці.

## Будівлі
На початку вулиці розташовується Черкаська сувенірно-подарункова фабрика. Між вулицями Івана Франка та Праведниці Шулежко ліворуч знаходиться старе Троїцьке кладовище, між вулицями Смілянською та Небесної Сотні праворуч — Соборний парк з Свято-Михайлівським собором, між вулицями Кривалівською та В'ячеслава Чорновола ліворуч — речовий ринок.

### За номерами
- № 238 — Колишня автостанція
- № 248 — Хлібозавод № 2 «Формула смаку»
- № 269, 271, 273, 277 — Корпуси заводу «Фотоприлад»
- № 285 — Черкаська обласна державна бібліотека для юнацтва
- № 474 — Дитячий садок № 9 «Ластівка»
- № 585 — Експертно-технічний центр протипожежного захисту

| Номер | Зображення | Опис                                                                          |
| ----- | ---------- | ----------------------------------------------------------------------------- |
| 226   |            | Будинок офіцерів та пам'ятник Шевченку на його подвір'ї                       |
| 228   |            | Палац спорту та критий басейн спортивного комплексу стадіону «Центральний»    |
| 212   |            | Соборний парк із Свято-Михайлівським собором                                  |
| 250   |            | Черкаська загальноосвітня школа № 12 та пам'ятник Чиковані перед нею          |
| 269   |            | Цех заводу «Фотоприлад»                                                       |
| 279   |            | Центр надання адміністративних послуг (колишня Черкаська тютюнова фабрика)    |
| 291   |            | Черкаська загальноосвітня школа № 11 та Черкаський гуманітарно-правовий ліцей |
| 332   |            | Черкаське регіональне управління водних ресурсів                              |
| 563   |            | Швейна фабрика «Вайсе»                                                        |